# The Mindbenders

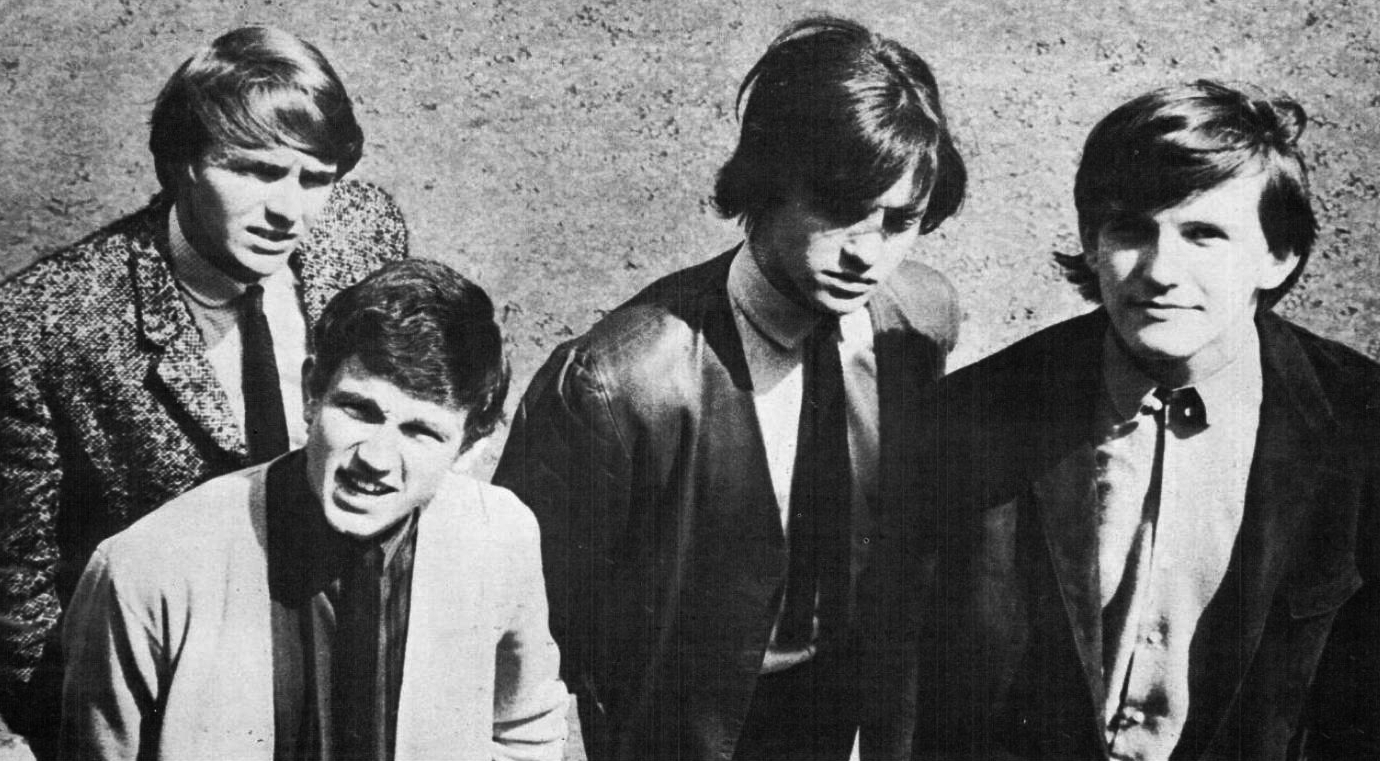
Wayne Fontana & The Mindbenders

The Mindbenders was een Engelse popgroep uit de jaren zestig van de 20e eeuw. De groep werd in 1963 in Manchester opgericht als Wayne Fontana and The Mindbenders. Op het eind van 1965 gingen Wayne Fontana en The Mindbenders elk hun eigen weg. The Mindbenders bleven bij elkaar tot in november 1968.

## Samenstelling
De groep bestond oorspronkelijk naast Wayne Fontana (solozang en tamboerijn) uit:
- Eric Stewart, gitaar
- Bob Lang, basgitaar
- Ric Rothwell, drums

Na het vertrek van Wayne Fontana gingen The Mindbenders door als driemansformatie. Stewart nam de solozang over. De groep kreeg af en toe versterking van Jimmy O'Neil (elektronisch orgel) en Geoff Foot als tweede gitarist.
In 1967 werd de drummer Ric Rothwell vervangen door Paul Hancox, in 1968 de bassist Bob Lang door Graham Gouldman.

## Carrière
In 1963 had Wayne Fontana met zijn groep The Jets een auditie bij platenmaatschappij Fontana Records gearrangeerd in de Oasis Club in Manchester. Echter, alleen Fontana en bassist Bob Lang kwamen opdagen. Fontana charterde snel twee muzikanten uit het aanwezige publiek, Ric Rothwell en Eric Stewart. Tot ieders verrassing bood Fontana Records de groep na het optreden een platencontract aan.
Wayne Fontana’s begeleidingsgroep noemde zich The Mindbenders, naar de film The Mind Benders (1963) van regisseur Basil Dearden (met in de hoofdrol Dirk Bogarde). De groep bracht vier platen uit, waarvan er twee in de onderste regionen van de Britse hitparade terechtkwamen. De vijfde plaat, Um, Um, Um, Um, Um, Um (het refrein werd geneuried, vandaar de wat bizarre naam), uitgebracht in oktober 1964, werd de doorbraak. De plaat bereikte de vijfde plaats. Een tournee door Engeland met Brenda Lee werd ook een succes.
In januari 1965 kwam de plaat uit die de grootste hit voor Wayne Fontana and The Mindbenders zou worden, The Game of Love. Het nummer bereikte de tweede plaats in de UK Singles Chart (achter I’ll Never Find Another You van The Seekers). In de Verenigde Staten bracht de plaat het in april 1965 zelfs tot de eerste plaats in de Billboard Hot 100. De groep boekte meteen een toer door de VS. Dat gebeurde zo halsoverkop dat de groep in eerste instantie de VS niet in mocht wegens het ontbreken van geldige visa, maar later kwam alles goed en werd ook deze tournee een succes.
De twee volgende platen, It’s Just a Little Bit Too Late en She Needs Love, verkochten echter maar matig. Er ontstonden spanningen in de groep en eind 1965 liep Wayne Fontana tijdens een concert ineens weg. ‘It’s all yours,’ zei hij tegen Eric Stewart, die onmiddellijk de zang overnam en het optreden tot een goed einde bracht.
Zowel Fontana als The Mindbenders bleven platen uitbrengen op Fontana Records. The Mindbenders hadden al kort na de breuk hun grootste hit met A Groovy Kind of Love. Het nummer bereikte de tweede plaats in zowel de UK Singles Chart als de Amerikaanse Billboard Hot 100.
De volgende platen waren lang niet zo succesvol; het beste deed het nog hun derde plaat, Ashes to Ashes (14 in de UK Singles Chart). Medio 1966 toerde de groep nogmaals door de Verenigde Staten, in het voorprogramma van James Brown.
De twee lp’s van de groep flopten, al brachten The Mindbenders in april 1967 als misschien wel de eerste band een conceptalbum uit, With Woman in Mind. Ze waren daarmee Sgt. Pepper's Lonely Hearts Club Band van The Beatles van juni 1967 en Days of Future Passed van The Moody Blues van november 1967 voor.
De groep trad op in de film To Sir, with Love met (Sidney Poitier) uit 1967. Twee nummers van de groep, Off and Running en It’s Getting Harder All the Time, kwamen op de plaat met de soundtrack terecht. Het titelnummer van de film, gezongen door Lulu, begeleid door The Mindbenders, haalde de eerste plaats in de Amerikaanse Billboard Hot 100.
Op 20 november 1968 besloot de groep ermee te stoppen, na het laatste concert in een tournee met The Who, Arthur Brown en Joe Cocker.
Eric Stewart en Graham Gouldman vormden met Lol Creme en Kevin Godley de groep Hotlegs. In 1972 noemden ze zich 10cc. Geoff Foot kwam later terecht bij Herman's Hermits starring Barry Whitwam, een groep die oude liedjes van voornamelijk Herman's Hermits speelt. Bob Lang speelde een tijdlang bij de Welshe popgroep Racing Cars en Paul Hancox bij Mungo Jerry.

### NPO Radio 2 Top 2000
| Nummer met noteringen in de NPO Radio 2 Top 2000 | '99  | '00  |
| ------------------------------------------------ | ---- | ---- |
| A Groovy Kind of Love                            | 1971 | 1935 |

1. ↑  Een vetgedrukt getal geeft de hoogste notering aan.
2. ↑  Deze tabel is bijgewerkt tot en met de laatste editie (2024).

## Discografie

### Singles van Wayne Fontana and The Mindbenders
| Uitgebracht    | Voorkant / achterkant                              | Hoogste notering |
| -------------- | -------------------------------------------------- | ---------------- |
| juli 1963      | Hello Josephine / Road Runner                      | 46 (GB)          |
| oktober 1963   | For You, for You / Love Potion No. 9               | –                |
| februari 1964  | Little Darlin’ / Come Dance with Me                | –                |
| mei 1964       | Stop Look and Listen / Duke of Earl                | 37 (GB)          |
| oktober 1964   | Um, Um, Um, Um, Um, Um / First Taste of Love       | 5 (GB)           |
| februari 1965  | The Game of Love / Since You’ve Been Gone          | 2 (GB), 1 (VS)   |
| juni 1965      | It’s Just a Little Bit Too Late / Long Time Comin’ | 20 (GB), 45 (VS) |
| september 1965 | She Needs Love / Like I Did                        | 32 (GB)          |
| maart 1969     | Um, Um, Um, Um, Um, Um / The Game of Love          | –                |

### Ep's van Wayne Fontana and The Mindbenders
| Uitgebracht | Naam                   | Nummers                                                                                        |
| ----------- | ---------------------- | ---------------------------------------------------------------------------------------------- |
| 1964        | Road Runner            | Road Runner / Young Blood / Duke of Earl / Talkin’ about You                                   |
| 1964        | Um, Um, Um, Um, Um, Um | Um, Um, Um, Um, Um, Um / First Taste of Love / Stop Look and Listen / Too Much Monkey Business |
| 1965        | The Game of Love       | Since You’ve Been Gone / The Game of Love / She’s Got the Power / One More Time                |
| 1965        | Walking on Air         | Remind My Baby of Me / Walking on Air / She Needs Love / I’m Qualified                         |

### LP’s van Wayne Fontana and The Mindbenders
| Uitgebracht | Naam                              | Nummers |
| ----------- | --------------------------------- | --- |
| 1965        | Wayne Fontana and The Mindbenders | She’s Got the Power / You Don’t Know Me / Git It! / Jaguar and Thunderbird / Certain Girl / One More Time / Where Have You Been? / Keep Your Hands Off My Baby / Too Many Tears / The Girl Can’t Help It / Cops and Robbers / I’m Gonna Be a Wheel Someday |
| 1966        | Eric,Rick,Wayne and Bob           | Some Other Guy / She’s a Rebel / Like I Did / Memphis, Tennessee / It’s Just a Little Bit Too Late / The Shadow Knows / I Remember Love / Skinny Minnie / Honey and Wine / I’m Your Hoochie Coochie Man / Please Stay / Long Time Comin’                   |

### Singles van The Mindbenders
| Uitgebracht    | Voorkant / achterkant                                       | Hoogste notering        |
| -------------- | ----------------------------------------------------------- | ----------------------- |
| december 1965  | A Groovy Kind of Love / Love Is Good                        | 2 (GB), 2 (VS), 39 (NL) |
| april 1966     | Can’t Live with You (Can’t Live without You) / One Fine Day | 28 (GB)                 |
| augustus 1966  | Ashes to Ashes / You Don’t Know about Love                  | 14 (GB), 44 (VS)        |
| december 1966  | I Want Her, She Wants Me / The Morning After                | –                       |
| april 1967     | We’ll Talk About It Tomorrow / Far Across Town              | –                       |
| augustus 1967  | Off and Running / It’s Getting Harder All the Time          | –                       |
| september 1967 | The Letter / My New Day and Age                             | 42 (GB)                 |
| december 1967  | Schoolgirl / Coming Back                                    | –                       |
| maart 1968     | Blessed Are the Lonely / Yellow Brick Road                  | –                       |
| augustus 1968  | Uncle Joe, the Ice Cream Man / The Man Who Loved Trees      | –                       |
| juni 1969      | A Groovy Kind of Love / Ashes to Ashes                      | –                       |

### LP’s van The Mindbenders
| Uitgebracht   | Naam                  | Nummers |
| ------------- | --------------------- | --- |
| juni 1966     | The Mindbenders       | The Way You Do the Things You Do / Just a Little Bit / Seventh Son / One Fine Day / Tricky Dicky / A Groovy Kind of Love / Little Nightingale / Don’t Cry No More / You Don’t Know about Love / Love Is Good / Rockin’ Jaybee / All Night Worker                               |
| augustus 1966 | A Groovy Kind Of Love | A Groovy Kind of Love / One Fine Day / The Way You Do the Things You Do / Seventh Son / Just a Little Bit / Tricky Dicky / Can’t Live with You (Can’t Live without You) / All Night Worker / Love Is Good / You Don’t Know about Love / Don’t Cry No More / Little Nightingale |
| april 1967    | With Woman in Mind    | To Be or Not to Be / Honey and Wine / Schoolgirl / A Little Piece of Leather / Shotgun / I Want Her, She Wants Me / Mystery Train / The Morning After / Homework / Airport People / Cool Jerk / Ashes to Ashes                                                                 |

### Verzamel-cd’s (selectie)
| Uitgebracht | Naam                                                         | Nummers |
| ----------- | ------------------------------------------------------------ | --- |
| 1991        | Wayne Fontana & The Mindbenders – The Single Anthology       | Hello Josephine (WM) / Stop Look and Listen (WM) / Um, Um, Um, Um, Um, Um (WM) / Game of Love (WM) / Just a Little Bit Too Late (WM) / She Needs Love (WM) / It Was Easier to Hurt Her (W) / A Groovy Kind of Love (M) / Come On Home (W) / Can’t Live with You (Can’t Live without You) (M) / Goodbye Bluebird (W) / Ashes to Ashes (M) / Pamela Pamela (W) / The Letter (M) / Too Much Monkey Business (WM) / For You (WM) / Little Darlin’ (WM) / I Want Her, She Wants Me (M) / We’ll Talk about It Tomorrow (M) / Schoolgirl (M) / Blessed Are the Lonely (M) / 24 Sycamore (W) / The Morning After (M) |
| 2008        | It's Wayne Fontana and The Mindbenders                       | She’s Got the Power / You Don't Know Me / Git It / Jaguar and Thunderbird / Certain Girl / One More Time / Where Have You Been / Keep Your Hands Off My Baby / Too Many Tears / The Girl Can’t Help It / Cops and Robbers / I’m Gonna Be a Wheel Someday / Um, Um, Um, Um, Um, Um / Some Other Guy / She’s a Rebel / Like I Did / Memphis, Tennessee / It’s Just a Little Bit Too Late / The Shadow Knows / I Remember Love / Skinny Minnie / Honey and Wine / I’m Your Hoochie Coochie Man / Please Stay / Long Time Comin’ / Game of Love (allemaal WM) |
| 2008        | The Mindbenders / With Woman in Mind                         | The Way You Do the Things You Do / Just a Little Bit / Seventh Son / One Fine Day / Tricky Dicky / A Groovy Kind of Love / Little Nightingale / Don’t Cry No More / You Don’t Know about Love / Love Is Good / Rockin’ Jaybee / All Night Worker / To Be or Not to Be / Honey and Wine / Schoolgirl / A Little Piece of Leather / Shotgun / I Want Her, She Wants Me / Mystery Train / The Morning After / Homework / Airport People / Cool Jerk / Ashes to Ashes (allemaal M) |
| 2009        | The Very Best Of Wayne Fontana & The Mindbenders             | The Game Of Love (WM) / Um Um Um Um Um Um (WM) / Pamela Pamela (W) / A Groovy Kind of Love (M) / Stop Look and Listen (WM) / The Letter (M) / Come On Home (W) / It Was Easier to Hurt Her (W) / Goodbye Bluebird (W) / Storybook Children (W) / Something Keeps Calling Me Back (W) / The Words of Bartholomew (W) / She Needs Love (WM) / I Want Her, She Wants Me (M) / Long Time Comin’ (WM) / Like I Did (WM) / Where Have You Been? (WM) / Schoolgirl (M) / Ashes to Ashes (M) / Uncle Joe the Ice Cream Man (M) |
| 2010        | A Groovy Kind of Love - The Complete LPs & Singles 1966-1968 | A Groovy Kind of Love / Love Is Good / Can’t Live With You (Can’t Live Without You) / One Fine Day / The Way You Do the Things You Do / Just a Little Bit / Seventh Son / Tricky Dicky / Little Nightingale / Don't Cry No More / You Don’t Know about Love / Rockin’ Jaybee / All Night Worker / Ashes to Ashes / I Want Her, She Wants Me / The Morning After / We’ll Talk about It Tomorrow / Far Across Town / To Be or Not to Be / Honey and Wine / Schoolgirl / A Little Piece of Leather / Shotgun / Mystery Train / Homework / Airport People / Cool Jerk / Off and Running / It’s Getting Harder All the Time / The Letter / My New Day and Age / Schoolgirl / Coming back / Blessed Are the Lonely / Yellow Brick Road / Uncle Joe the Ice Cream Man / The Man Who Loved Trees (allemaal M) |

WM = Wayne Fontana and The Mindbenders; W = Wayne Fontana; M = The Mindbenders.